# Cầu Verrazzano-Narrows
Cầu Verrazzano-Narrows (/ vərɑːˈzɑːnoʊ / ver-uh-ZAH-no), còn được gọi là Cầu Verrazzano và trước đây là Cầu Verrazano-Narrows và Cầu Narbow, là cây cầu dây văng hai tầng nối liền với quận của Thành phố New York là quận Staten Island và Brooklyn. Nó bắc qua sông Narbow, một vùng nước nối liền Vịnh Thượng New York tương đối kín với Vịnh Hạ New York và Đại Tây Dương. Cây cầu có mười ba làn của Xa lộ Liên tiểu bang 278, với bảy làn ở tầng trên và sáu ở tầng dưới. Cầu được đặt theo tên của Giovanni da Verrazzano, người vào năm 1524 đã trở thành nhà thám hiểm châu Âu đầu tiên được ghi nhận vào cảng New York và sông Hudson.
Kỹ sư David B. Steinman lần đầu tiên đề xuất một cây cầu bắc qua Narrow vào cuối những năm 1920. Các đề xuất tiếp theo về giao cắt ngang qua Narrow đã được hoãn lại trong hai mươi năm tiếp theo. Thập niên 1920, đã có nỗ lực xây dựng một đường hầm băng qua Narrow nhưng đã bị hủy bỏ, một kế hoạch khác của những năm 1930 cho các ống xe lửa bên dưới Narbow cũng bị hủy bỏ. Thảo luận về một đường hầm xuất hiện trở lại vào giữa những năm 1930 và đầu những năm 1940, nhưng một lần nữa bị từ chối. Vào cuối những năm 1940, chuyên gia lập quy hoạch đô thị Robert Moses ủng hộ một cây cầu bắc qua Narrow như một cách để kết nối đảo Staten với phần còn lại của thành phố. Nhiều vấn đề khác nhau đã trì hoãn việc khởi công cho đến năm 1959. Cây cầu được khai trương vào ngày 21 tháng 11 năm 1964 và một tầng thứ hai bên dưới nhịp hiện tại được mở vào tháng 6 năm 1969. Chính quyền thành phố New York đã bắt đầu chi 1,5 tỷ USD xây dựng lại cầu hai tầng trong năm 2014.
Cầu Verrazzano-Narrows có một nhịp trung tâm 4.260 foot (1,30 km; 0,81 mi), dài hơn nhịp trung tâm cầu Cổng Vàng 60 foot (18 m). Đây là cây cầu treo dài nhất trên thế giới, 60 foot (18 m), từ năm 1964 cho đến khi nó bị vượt qua cầu Humber ở Vương quốc Anh vào năm 1981.
Cây cầu có nhịp chính dài thứ 14 trên thế giới, cũng như dài nhất trong Châu Mỹ. Cây cầu đánh dấu cửa ngõ vào cảng New York.